# Monumentul Rezistenței Anticomuniste

Monumentul Rezistenţei Anticomuniste din Cluj-Napoca

Monumentul Rezistenței Anticomuniste din Cluj-Napoca, realizat în anul 2006, este amplasat la intrarea în Parcul Central „Simion Bărnuțiu”, la intersecția străzilor George Barițiu si Emil Isac. Are forma unui cub de beton, placat cu marmură albă, pe lateral regăsindu-se numele închisorilor în care au suferit detinuți anticomuniști, placate cu marmură neagră. Cubul simbolizează celula unei închisori. Monumentul închinat victimelor rezistenței anticomuniste este opera arhitectului clujean Virgil Salvanu.